# EcoVolt 2.0
Ecovolt 2.0 — пассажирский электрический катамаран. Построен в 2020 году петербургской компанией «Морсвязьавтоматика». Корпус судна изготовлен из алюминия и стеклопластика. Винты приводятся в движение парой электродвигателей мощностью по 180 кВт, питающихся от литий-ионных аккумуляторов емкостью 600 кВт/час. Стоимость эксплуатации судна ожидается в 6-12 раз меньше, чем у дизельного судна «Метеор». Корпус планируется изготавливать на 3D-принтере.